# حوش السيد علي (حمص)
حوش السيد علي هي قرية سورية تتبع ناحية مركز القصير في منطقة القصير في محافظة حمص. بلغ عدد سكانها 541 نسمة في عام 2004 حسب إحصاء المكتب المركزي للإحصاء.
و تنقسم القرية لقسمين قسم سوري وقسم لبناني ، يشكل الجزء السوري 90% من أراضي القرية واداريا تتبع القرية لمنطقة القصير محافظة حمص، وتقع 10% من أراضي القرية تقع خلف الحدود السورية بالجانب اللبناني وتتبع اداريا قضاء الهرمل في محافظة بعلبك الهرمل،[1] وتُعد من الأراضي السورية التي سكنها اسر مقاتلي وانصار حزب الله بكثافة بعد احداث القصير، وقد سمحت الحكومة السورية السابقة لانصار الحزب بالاقامه وبناء منازل بالجانب السوري بدون تراخيص بناء. وتشتهر القرية بكونها محطة رئيسية لتجارة اعضاء البشر والمخدرات والسلاح ، في آذار ٢٠٢٥ قام أنصار الحزب بخطف ثلاث عناصر امن سوريين وقتلهم رجماً بالحجاره مما أدى إلى قيام قوات الدفاع السورية ببدء حملة عسكرية وتطهير الجانب السوري من القرية وقد لاحقت قوات الدفاع السورية عناصر الحزب بالجانب اللبناني من القرية ايضا 

## روابط خارجية
- سعدى علوه (30 أغسطس 2021). "حوش السيّد علي اللبنانية: "الله يفرجها ع سوريا لننفرج"". المفكرة القانونية. مؤرشف من الأصل في 2025-03-17. اطلع عليه بتاريخ 2025-03-17.